# 弗兰切斯卡·帕伦博
弗兰切斯卡·帕伦博（義大利語：Francesca Palumbo，1992年2月10日—）生于波坦察，是一名意大利女子击剑运动员，主攻花剑。她在八岁时开始练习击剑，当时她朋友德母亲邀请她加入训练班。2012年1月，她正式加入意大利空军部队。2013年，她在世界U20击剑锦标赛上获得女子团体花剑金牌和女子个人花剑铜牌，取得个人运动生涯重大突破，她也在后来顺利进入意大利成年国家队。